# Gardenia anapetes
Gardenia anapetes là một loài thực vật thuộc họ Rubiaceae. Đây là loài đặc hữu của the Fiji island của Vanua Levu.